# Kratzer-Kapelle
Die römisch-katholische Kratzer-Kapelle steht in der Ortschaft Innerellbögen in der Gemeinde Ellbögen im Bezirk Innsbruck-Land im Bundesland Tirol.

## Geschichte
An der Stelle einer ehemaligen Kapelle, welche von einem Hochwasser weggerissen wurde, wurde in größerer Entfernung vom Falkasaner Bach wohl im 17. Jahrhundert von den im Arztal, tätigen Bergknappen eine neue Kapelle erbaut. 1828 wurde sie laut einer Inschrift um- oder neu gebaut.

## Beschreibung
Das Kapellenäußere zeigt eine in den Hang eingebaute Kapelle mit einer talseitigen Eingangsfront, über eine kleine Freitreppe erreicht man das Segmentbogenportal mit einer geschweiften Laibung, über dem Portal befindet sich ein Rundbogenfenster und ein Dachgiebelreiter. Die Seitenfronten haben je ein kleines Segmentbogenfenster in Rechtecklaibungen.
Das Kapelleninnere zeigt einen Raum unter einer Segmenttonne mit zwei Stichkappen auf Pilastern.

## Einrichtung
Der spätgotische Flügelaltar um 1520 aus der Vorgängerkapelle zeigt ein Relief des Letzten Abendmahls und seitlich in einen bäuerlich-barocken Säulenaufbau eingebunden die Heiligen Rochus und Sebastian aus dem Ende des 19. Jahrhunderts.
Es gibt kleine volkstümliche Kreuzwegstationen aus Holz aus der ersten Hälfte des 19. Jahrhunderts.